# جوردن سبيث
جوردن الكسندر سبيث (بالإنجليزية: Jordan Spieth)‏ (مواليد 27 يوليو 1993) هو لاعب جولف محترف في جولة PGA من الولايات المتحدة الأمريكية. وصنف سبيث سابقا بأنه الأول عالمياً في تصنيف الجولف العالمي الرسمي. كما احتل سبيث المركز الرئيسي لثلاث مرات وفاز بكأس فيديكس لعام 2015. وفي أبريل عام 2016صنفت مجلة تايم سبيث في قائمتها ل «أكثر 100شخصية مؤثرة»، مشيرة إلى أنه «يجسد كل ما هو رائع فيما يخص الرياضة.»
جاء أول فوز بالمركز الرئيسي لسبيث في بطولة الماسترز لعام 2015 عندما أطلق 270 (-18) حيث ربح 1.8 مليون دولار. تعادل سبيث مع رصيد تايجر وودز الذي سجله في عام 1997 ‏ وبذلك أصبح ثاني أصغر لاعب جولف (بعد وودز) للفوز ببطولة الماسترز. ثم فاز في بطولة الولايات المتحدة المفتوحة برصيد 5 نقاط تحت المعدل. كان سبيث أصغر بطل في بطولة الولايات المتحدة المفتوحة منذ فوز الهاو بوبي جونز في عام 1923. وتابع سبيث بعد ذلك سلسة انتصاراته بفوزه ببطولة Tour لعام 2015 حيث فاز بكأس فيديكس 2015 .و بعد ذلك بعامين فاز سبيث ببطولته الرئيسية الثالثة في البطولة المفتوحة عام 2017 بثلاث ضربات في 12 درجة تحت المعدل.

## نشأته
ولد سبيث عام 1993 في دالاس، تكساس. هو ابن شاون سبيث وماري كريستسن «ني يولويس» سبيث. درس في مدرسة سانت مونيكا الكاثوليكية وتخرج في مدرسة الجيسويت الإعدادية عام 2011، كما تدرب على الجولف في نادي بروكهافان المحلي.

## حياته المهنية
فاز سبيث عام 2009 عام20101 ببطولة الولايات المتحدة للهواة المبتدئين ‏ وبذلك انضم إلي تايجر وودز حيث صارا البطلين الوحيدين في البطولة.
وأصبح سبيث الأول في تصنيفات AJGA الذي يدعم أفضل لاعبي الغولف الصغار في العالم قبل أن يكمل عامه الثامن عشر في يوليو 2011.
واحتل سبيث المركز الثاني في بطولة PGA للمبتدأيين عام 2008و 2009. وحاز على لقب أفضل لاعب مبتدئ (رولكس جونيور بلاير) لعام 2009 من جمعية المبتدئين الامريكين للجولف.
قبل سبيث إعفاء للعب في بطولة اتش بى بايرون نيلسون في جولة PGA لعام 2010. وحيث كان هذا أول إعفاء للهواة منذ عام 1995. و قد شملت الإعفاءات السابقة للبطولةتريب كوهن في عام 1995وجوستين ليونارد و وودز في عام 1993. وقد أحرز نقاطاً كثيرة كافية ليصبح سادس أصغر لاعب في جولة PGA يسجل مثل هذا المعدل. وتعادل سبث على المركز السابع بعد الجولة الثالثة، وأنهى البطولة بالتعادل على المركز 16. وقد حصل علي إعفاء آخر في البطولة في عام 2011عندما قام مرة أخرى بإحراز الكثير من النقاط وانتهت البطولة بالتعادل على المركز 32.
لعب سبيث لعبة الجولف للكليات في جامعة تكساس. وكان أحد أعضاء فريق كأس ووكر لعام 2011 ولعب في ثلاث من أربع جولاتك. حيث انخفض إلى النصف في مباراته الرباعية وفاز في كل مباريات الفردية.
وفاز سبيث في ثلاث أحداث في سنته الأولى في تكساس وتفوق على الفريق في معدل تسجيل الاهداف. وقد ساعد أيضاً سبيث فريقه على الفوز ببطولة NCAA. وقد تم تعيينه في فريق BIG 12. وهو أول فريق أفراده جميعهم أمريكان ويضم أفضل 12 لاعب لذلك العام بالإضافة إلى الحائز على أفضل لاعب للعام.
وفي عام 2012 كان سبيث لعب كبديلاً في بطولة الولايات المتحدة المفتوحة بعد انسحاب براندت سنيديكر من البطولة.

## أحتراف المهنة
[بحاجة لمصدر]خلال عام 2012، بينما فشل «سبث» في التقدم إلى المرحلة النهائيه من رابطه بى الجولف المحترفين، قطع منتصف طريقه للأحتراف أثناء عامه الدراسى الثاني في ولايه تكساس، وهو مازال يبلغ ال تاسعه عشر من عمره.
وفي يناير عام 2013، قام بعقد شراكه مع مجموعه «أندر أمورى»–التي تصنع الأحذية والملابس الرياضيه–لترعاه، ومع مجموعه «بايوستيل للمكملات الغذائيه» في مارس.

### عام 2013
في موسم 2013، لعب«سبث» أول بطولة له في يناير، حيث أخفق في تسديد ضربتين له –من الجهة اليسرى-أثناء أفتتاح تأمينات المزارعين في ملعب "تورى بينس «. وفي مارس، تعادل للمره الثانية في بطولة» بورتو المفتوحه«و تعادل للمره السابعه في بطولة»خليج نامبا بتسديده لثلاث ضربات بيده اليسرى. وفي مارس نال «سبث» مرتبه العضو المؤقت المميزه، مما سمح له بإعفاءات غير محدوده من الراعي، على عكس إعفاءات اللاعبين غير الأعضاء المحدوده، وعددها سبعه للموسم الواحد. علاوه على ذلك، قام بحجز مقعده ضمن أفضل عشره لاعبين في أبريل/نيسان الماضى بتعادله في مناسبه «أر بى سى هريتيدج» ليحصل على المركز التاسع.
 و في الرابع عشر من يوليو (قبل حوالى أسبوعين من عيد ميلاده العشرين)فاز «سبث» بجائزة«كلاسيكيه جون ديرى"، لتسديده في الحفرة الخامسه من ثلات جهات في مباراه فاصله ضد حامل اللقب» زاك جونسون«ونظيره» ديفيد هيرن«.بإلاضافه إلى ذلك، أصبح» هيث«أصغر رابع لاعب يفوز بجوله لاعبي الجولف المحترفين، وتم تنصيبه بأول مراهق يفوز في تلك البطولة، حيث أن» رالف جولدال«فاز في بطولة سانتا مونيكا» المفتوحه عام 1931
ففي ذلك العام استطاع «سبث» الخروج من الغرفة العشبية المحصنة –المتواجدة تحت الأرض- من الفتحة الأثنين والسبعين، ليجعل بذلك المباراة فاصلة.
و مع ذلك الفوز، تم منح «سبث» العضوية الكامله في بطولة لاعبي الجولف المحترفين. وأصبح بذلك مؤهلا" لكأس "فيديكس"، حيث نال المركز الحادى عشر في الترتيب. لقد جعله ذلك الفوز يشارك في بطولة الجولف المفتوحه لعام 2013، بطولة لاعبي الجولف للمحترفين، وبطولة "الماسترز" عام 2014. وبعد خمسه أسابيع من فوزه، لعب «سبث» مباراه "ويندهام"، حيث خسر في مباراة فاصلة مع "باتريك ر يد". قام «سبث» بالتسديد في الجولة السادسه والعشرين في بطولة "دويتشه تانك"، حيث قفز إلى المركز الرابع بحصوله على تعادل.و بعد يومين فقط من البطولة، تم أختياره للعب في فريق الولايات المتحده في كأس الرؤساء عام 2013–من قبل كابتن "فريد كوبلز". وفي السابع والعشر ين من سبتمبر عام 2013، تم تلقيبه باللاعب الناشئ لبطولة «لاعبي الجولف المحترفين» لهذا العام.
و في نهاية موسم 2013، كان«سبث» يحتل المركز العاشر في قائمه المال لبطولة «لاعبي الجولف المحترفين»، والمرتبة الأثنين والعشر ين في الترتيب الرسمي لرياضة الجولف في العالم.

### عام 2014
قدم «سبث» أول مشاركه له مع «ماسترز» في أبريل، وشارك (مركز) الحفرة الرابعة والعشر ين مع «بو با واتسون».و في مرحلة ما خلال الجولة النهائية، كان قائدا«قائما بذاته من خلال ضربتين في موقعه، ليصبح بذلك أصغر بطل «ماسترز» في التاريخ. ولقد سجل» تايغر وودز«هذا الرقم القياسي في عمر الواحد والعشرين.و كانت المفاجأة أن أستطاع»واطسون «استعاده الصدارة بالتقدم على تسعه لاعبين معه –فهو لم يتنازل عن البطولة بعد. و تعادل «سبث» للمره الثانية في جولته مع»جوناس بلكست «، ليصبح بذلك أصغر لاعب يحصل على المركز الثاني في تاريخ "الماسترز».أنهى «سبث» البطولة بدون أهداف تفوق أو تعادل المستوى الثاني والسبعين في أي من جولاته. ونقلته لمسته الاخيره ليصبح لأول مره من أفضل عشره لاعبين في التصنيف العالمي
S
و بعد بطولة لاعبي الجولف للمحترفين، وقع الاختيار على «سبث» لينضم إلى فر يق "كأس رايدر"، ليصبح بذلك أصغر أمريكى يلعب في المباريات بعد مرور 85 عاما" منذ وجود "هورتون سميث" في عام 1929.
.و في نوفمبر، فاز «سبث» ببطولته الثانية كمحترف في البطولة «الأسترالية-الأماراتية» المفتوحة خلال بطولة لاعبي الجولف للمحترفين في أستراليا. وفي الجولة النهائيه أحرز رقم قياسي وهو 63 ليفوز بست ضربات. 
و بعد أسبوع، أكمل سلسلة من الانتصارات المتتالية، ليفوز في تحدى "البطل العالمي" بولاية فلوريدا. ولقد فاز ببطولة «واير تو واير»–وهي بطولة تقام بعد كل جوله ويفوز بها لاعب-وبذلك يكون قد حقق رقما«قياسيا" جديدا» في تسجيل 26 نقطه تحت المعدل. .

### 2015
في الخامس عشر من مارس فاز سبيث ببطولة فالسبار في مباراة اقصاء ثلاثية جمعتهبـباتريك رييد وشين أوهاير، أمن سبيث فوزه في الحفرة الإضافية الثالثة بعدما أرسل ضربة من على بعد ثلاثين قدم. هذا الفوز رفع سبيث إلى المركز السادس في التصنيف العالمي الرسمي للاعبي الجولف.
تقدم سبيث إلى المركز الرابع في التصنيف العالمي بعدما أنهى بطولة فاليرو تكساس المفتوحة في الوصافة. 
في الأسبوع التالي خسر سبيث في مباره فاصله مفاجئه في بطولة شيل هيوستن المفتوحه، بعد أن احتل الصاداره بفارق 54 حفره، وأطلق تسديده في في الدورى النهائي ال70 ، لكنه اضطر إلى ثقب 8 اقدام على الأخير لإجبار المبارات الفاصله بعد جولات منخفضه من قبلجي بي هولمز و جونسون فاغنر التي دفعتهم إلى قمه المتصدرين.في أول ثقب فاصل وضع سبيث سيارته في الماء تقريباَ ثم تابعها بتسديده سيئه في القبو الاخضر، مما أدى إلى إقصائه من المباره الفاصله التي فاز بها هولمز.

#### 2015 بطولة الاساتذة
في 9 أبريل، أطلق سبيث الجولة الافتتاحية 64 لينهي اليوم بثمانى ضربات تقدر كل ضربة بثلاث تسديدات في بطولة الماسترز في أوغوستا، جورجيا. سجل سيبًث رقما ً قياسا كأصغر لاعب يقود البطولة بعد الجولة الأولى. وكانت النتيجة التي حققها هي فقط تسديدة واحدة من تسديدات سجل الدورة ال63 التي كانت من نصيب نيك برايس وجريج نورمان، حيث جاءت جولتهما عامي 1986 و 1996 على التوالي..
أطلق سبيث 66 تسديدة في اليوم التالي ليحطم فجوة سجل تهديف الماسترز36 من خلال تسجيل 14 من 130 خلال جولتين. الرقم القياسي السابق الذي وضعه ريمون دفلويد في عام 1976 كان 13 من 131. فقد حطم فجوة تهديف في 
الماسترز باطلاق 16 من 200 خلال 3 جولات.
خلال الجولة الأخيرة ثبت سبيث لفترة وجيزة عند نتيجة التهديف 19 لكنه غمر الحفرة النهائية مما أدى إلى ربط سجل تايجر وودز عام 1997 بتسجيله 18 نقطة. وضع سبيث الرقم القياسي لمعظم التهديفات خلال الماسترز عن طريق تسجيل 28 نقطة وأصبح ثاني أصغر شخ وكان فوزه هو أول فوز في الماسترز يحرزه لاعب بنتيجة قليلة منذ ريمون فلويد في عام 1976. ونقل الفوز سبيث إلى المركز الثاني في التصنيف العالمي الرسمي للجولف. 

#### بطولة الولايات المتحدة المفتوحة 2015
في 21 يونيو، فاز سبيث في افتتاح بطولة الولايات المتحدة للمطالبة بالبطولة الكبرى الثانية له. فقد قام بتقليص واحدة تحت 69 في الجولة النهائية لينتهي بمجموع 275 (-5) والفوز بالبطولة بضربة واحدة على داستن جونسون و لويس أوستويزن. كان سبيث قد بدأ اليوم في مباراة رباعية ليحصل على الصدارة ولعب في المجموعة قبل الأخيرة إلى جانب براندن جريس.
افتتح جولته النهائية بشبح لكى يقع خلفه، ولكن بعد ذلك كان هناك جولة من 12 متسابق و تهديفان في 14 فجوة جانبه نقله ذلك إلى التعادل في التقدم مع غريس بخمسة نقط لكل منهم. و في الحفرة السادسة عشر ضرب غريس تسديدته خارج الحدود التي ادت إلى نعمة ضرب له المحملة بالرصاص خارج الحدود التي أدت إلى ازدواج الشبح و استفاد سبيث من خلال الدحرجة في طارة طويلة لخلق 3 ضربات فارقة مما اعطى سبيث قيادة ثلاث ضربات مع لاعبين. 
ومع ذلك، على نقطة الانطلاق 17، سبيث دفع نقطة الانطلاق الخاصة بيه
بشكل جيد إلى ارض وعرة وخشنة، مما أدى إلى شبح مضاعف واقترن مع تهديف جونسون في الجولة ال16، وأصبح الاثنين متعادلان في القيادة 
لفترة وجيزة. و قد هدف سبيث في الجولة ال18 ليصبح القائد في النادي. وقام 
جونسون بضربة كالنسر للفوز بالبطولة على الفور في الحفرة الثانية والسبعين، ولكن بثلاث ضربات من 12 قدمًا لتنتهي بضربة واحدة خلفه.
أصبح سبيث اللاعب السادس الوحيد علي الإطلاق الذي فاز بالماسترز وبطولة الولايات المتحده التي تم افتتاحها في نفس العام، وأصبح اللاعب الأول منذ تايجر وودزعام 2002. انجز اربعه لاعبي جولف اخرين كريغ وود وبين هوجان وأرنولد بالمر ووجاك نيكولاس هذا العمل البطولى وهم أيضا أعضاء قاعة المشاهير. حيث أصبح رابع اصغر لاعب يفوز بالعديد من البطولات الكبري واصغر فائز في بطولة الولايات المتحده التي تم افتتاحها منذ بوبي جونز عام 1923.

#### بقية عام2015
قبل افتتاح البطولة المفتوحة بأسبوع، فضل سبيث اللعب في كلاسيك جون ديري كلاسيك جون ديري عليإدارة الأصول الاسكتلندية المفتوحة في أبردين، حيث كان هناك العديد من اللاعبين البارزين الآخرين يتنافسون للتحضير لدورات أسلوب التواصل.
أطلق سبيث أدني جولاته من مسيرته الاحترافية حتى الآن بـ في الجولة الثالثة، وفي النهاية فاز بالبطولة في مباراة فاصلة مع توم جيليس بعد أن ضرب جيليس الكرة في البركة في حفرة اللعب الثانية، فكسب سبيث انتصاره الرابع لهذا العام، انتهى سعيه عن البطولات الأربع الكبرى عندما أنهى تعادله في المركز الرابع في البطولة المفتوحة بنتيجة نهائية بلغت 14 ضربة، بضربة واحدة فاصلة من مباراة، وكان قد تعادل بالرغم أنه أسقط الكرة بضربة واحدة من الخلف في الحفرة السابعة عشر ولكنه لم يستطع أن يفعلها في الحفرة الثامنة عشر.
بعد الانتهاء في المركز الثاني خلف جيسون داي في بطولةبى جى ايه 2015 أصبح رقم واحد في العالم في ترتيب لعبة الجولف العالمية الرسمية، وكان من الـ 18 لاعب غولف مختلف اللذين فازوا بشرف هذه اللعبة، كما انه كان رقم واحد لمدة أسبوعين في أغسطس 2015 وأسبوع في سبتمبر.
فشل سبيث فيباركليز وبطولة البنك الألماني اللذين هما أول حدثين في تصفيات كأس فيديكس. ومع ذلك، حافظ على تعادله في المركز الثالث عشر في بطولةبى أم دابليو وعلى المركز الثاني في الترتيب العام. وبسبب احتياجه فقط لحسم الانتصار في البطولة، فاز سبيث في بطولة 2015 في نادي ايست لاك للغولف بأربعة ضربات. وكان هذا انتصاره خامس في هذا العام.أصبح سبيث بطل كأس فيديكس التاسع وحصل على 10 ملايين دولار مكافأة للفوز بالكأس.كما أنه فاز بمبلغ 12030485 دولارًا أمريكيًا (لا يشمل المكافأة التي تبلغ 10 ملايين دولار) في عام 2015، وهو سجل جولة بى جى ايه لسنة واحدة. وبذلك استعاد الترتيب العالمي لمدة عام. 
اكتسح سبيث جميع الجوائز الرئيسية لهذا الموسم: لاعب السنة لل بى جى ايه ولاعب جولة ال بى جى ايه للسنة (جائزة جاك نيكلوس) جائزة فاردون وجائزة بايرون نيلسون لقيادة الجولة في متوسط النقاط، وجائزة أرنولد بالمر لقيادة قائمة الجولات السياحية.

### 2016
بدأ سبيث عامه بفوزه ببطولة هيونداي للأبطال مع العرض المهيمن الذي شهد له السباق إلى فوز بثماني اشواط على باتريك ريد. كانت درجته 30 ليست نتيجة مجهوده الشخصي فقط، بل كانت أيضًا المرة الثانية التي يصل فيها لاعب إلى 30 في بطولة جولة بى جى ايه من 72 حفرة، بعد تحقيق إيرني إلس العمل البطولي في عام 2003 في نفس الحدث. أيضا اشترك سبيث في تايغر وودز فائزاً بجولة بى جى ايه السابعة قبل سن23 .
في أبريل 2016 أرسل سبيث ركلة بوجى الحرة من على بعد 66 قدمًا في الجولة الأولى من بطولة الأساتذة ليفتتح بها ركلتين أخريتين. كما حقق ركلة من على بعد 74 قدمًا خلال الجولة الثانية، ليتفوق بنقطة واحدة على روي مكلروى في نهاية الاسبوع. استمر سبيث في التقدم في الجولة الثالثة بتسديدة أحرزت له 73 نقطة. في الجولة الأخيرة بعدما تقدم بخمس ركلات، عانى سبيث في واحدة من اقوى الانهيارات في تاريخ بطولة الاساتذة، وقد قُرن انهياره بانهيار جرج نورمان في بطولة الاساتذة عام 1996 بعدما سدد ركلات البوجيز عند الحفرة العاشرة والحادية عشر، سدد سبيث كرتين في المياة قرب الحفرة الثانية عشر، ما أدى به إلى التعادل في الركلة الثالثة والرابعة لمنافسة. حل سبيث في وصافة البطولة بعدما هُزم من دانى ويلت. قالنيك فالدو الفائز ببطولة الاساتذة ثلاثة مرات والذي حقق بطولة 1996. أن انهيار سبيث يُعد نزهة ممتعة لنورمان في المانوليا لان. 
في 29 مايو عام 2016 عاد سبيث لدائرة الفائزين للمرة الأولى منذ انهيار الماسترز عندما فاز بالديان اند لوكا للناشئين فقد أحرز عددا قليلا وهو ستة ثقوب في مباراة الجولف وكان ذلك يوم الأحد ليري تحديات هاريس انجلش الذي أحرز ثلاث ضربات
رفض سبيث أن يكون عضوا في فريق الجولف للولايات المتحده في أولمبياد صيف 2016 في ريو دي جانيرو 
لعب سبيث دورًا بارزًا في فوز فريق الولايات المتحدة ببطولة ريدر، بعدما قدم عرضًا قويًا في بطولة فيديكس الاقصائية عام 2016.المتحدة حيث انه صُنف الثالث عالميا بعد جاكسون داي وروري ماكرولي، وبدأ الجميع ينظر إلى سبيث كقائد غرف الملابس الأمريكية، هذا ما يوضح نضجه في الثالثة والعشرين من عمره بالإضافة إلى الاحترام الذي يكنه له الجميع.
في نوفمبر فاز سبيث ببطولة الإماراة الاسترالية المفتوحة للمرة الثانية خلال ثلاث سنوات منطلقا نحو الجولة 69 والأخيرة لينتهي منها قبل انتهاء الوقت باثنتا عشر ثانية في نفس المستوى مع كاميرون سميث واشيلي هول.أحرز سبيث باللقب في أول مواجهة مع بيرسي بينما خسر هول فرصة الضئيله وكان الفائز سبيث بالبطولة الحاديثة عشر في مهنته الاحترافية والثالثة لعام 2016

### 2017
بدأ سبيث العام كبطل معروف في بطولة [ اس بي اس] ولكن كان علية ان يهدأ من أجل الرباط الثالث ستة ضربات وراء الفائز النهائي جاستن توماس.في الأسبوع التالي في بطولة سونى المفتوحة في هاوااي سبيث الثالث وحقق قمة اخري في واست ماندجمنت فينيكس المفتوحة
في 12 فبراير ف البي جي تور نال سبيث كمحترف انتصاره رقم مائة واصبح سبيث الرجل الثاني إلى جانب تايجر وودز الذي فاز 9 مرات بالبطولة بي جي ايه تاور قبل أن يتم سن الثالثة والعشرون بعدالحرب العالمية الثانية.
بدايته الثانية كانت في رباط الثاني والعشرين في بطولة جينسيس المفتوحة قبل الانتهاء الثاني عشر في بطولة العالم للجولف مكسيكو شامبيونشيب وكان حدثت الثاني بطولة الجولف العالمية.تكنولوجيا مباراه دبليو جي سي يللي سبيث حاز على المركز الخامس ولكنة فشل في رهان التقدم والمفاجأة أن الخسارة أما لاعب ياباني هيديتوهانيهارها البالغ من العمر 54 عاماً كان ذلك في مفتوح المباراة مما استهلكه نفسيا.جاءت الخسارة بعد اسبوع في بطولة شل اوستن المفتوحة.
و مباراه اخري انهي سبيث الحادي عشر مما ادي لحصوله على المركز الرابع في ماستر وكانت تلك المرة هي الاولي التي لم ينتهي سبيث فيها الأول أو الثاني وكام ذلك في مفتوح العام.دخل سبيث الجولة الأخيرة وفقد هدفين ولم يفقد سوى ثلاثه من 75 حدث ذلك يوم الأحد. وحقق الله في الحصول على المركز التانى.
بعد ما انتهي سبيث الرابع أمام ديان بالمر في زوريتش كلاسيك فقد سبيث ضربات متتابعة في شامبيون بلاير وايه تي اند تي بيرون نيلسون.عاد سبيث مرة أخرى في ديان ديلوكا انفتيشن أثبت جدارته وانهي قبل الفائز حينها كيفن كيسنز.تماسك غير متوقع تبع نهايته قبل يومين اس اوبن
2017 
بعد الانتهاء في المركز الرابع إلى جانب ريان بالمر في بطولة زيوريخ الكلاسيكية، غاب سبثث عن ركلات متتالية في بطولة اللاعبين (وهي الثالثة على التوالي التي لم يسبق له مثيل في لعبة «الرائد الخامس» غير الرسمي) وبطولة إيه تي أند تي بيرون نيسلسون. وجاءت العودة إلى التشكيلة في بطولة دين و ديلوتسا الاكاديمية، حيث غاب سبيث عن الدفاع بنجاح عن لقبه، حيث أنهى تسديدة من الفائز في النهاية كيفن كيسنر. التعادل الثابت إذا كان غير مقيس في الشوط الثالث عشر في بطولة النصب التذكاري، في بدايته الأخيرة قبل بطولة الولايات المتحدة المفتوحة.
وصل سبيث إلى إيرن هيلز في بطولة الولايات المتحدة المفتوحة باحثًا فوز ثانٍ في ثاني أكبر لعبة غولف في ثلاث سنوات وثالث لقب رئيسي بشكل عام. مع الأسماء الكبيرة، بما في ذلك الأسماء الثلاثة الأولى في العالم (المدافع عن اللقب والمصنف الأول على العالم داستن جونسون والمصنف الثاني على العالم روري ماكلروي والمصنف الثالث على العالم جاسون داي) جميعهم فشلوا في تسديد الركلات الحاسمة، بينما تمكن سبيث من القيام بذلك ومع فقط ثماني ركلات تخطى جميع اللاعبين الذين وصلوا إلى تصفيات عطلة نهاية الأسبوع، كان عنوان أي شخص هو الفوز. أما بالنسبة لـسبيث، فقد سجل 76 مقابل 4 في يوم السبت أي فرصة مقابل أي فرصة، وانتهى في نهاية المطاف في مباراة واحدة على قدم المساواة في البطولة وفي تعادل 35
في الأسبوع التالي، ظهر سبيث لأول مرة في بطولة المسافرين وبدأ مع7 تحت 63 من التقدم في الدور الأول بعد الجولة الأولى وابقى صالحه يتجه إلى الدور النهائي. أنهى البطولة في -12، جنبا إلى جنب مع دانيال بيرغر، الذي كان يسعى لانتصاره الثاني في ثلاثة أسابيع.سبيث يخرج إلى أول حفرة مباراة فاصلة ليأخذ لقبه العاشر في بطولة البى جي، بعد شهر أو أكثر بقليل من يوم ميلاده الرابع والعشرين. 

#### بطولة 2017 المفتوحة
في 23 يوليو، فاز سبيث بالبطولة المفتوحة في رويال بريكدال، مما منحه لقبه الرئيسي الثالث. وتعادل سبيث في الصدارة بعد الدور الأول من السباق الذي أقيم في دور الستة والستين ليحتل الصدارة بعد الجولتين الثانية والثالثة، تاركا له ثلاث ركلات فارقًا عن مات كوشار في اليوم الأخير. ومع ذلك، تولى كوشار زمام المبادرة بخمسة حفر متبقية بعد أن قاد سبيث كرة على بعد 100 ياردة إلى يمين الممر على المقعد الرابع عشر، تاركا له أمر لا يصدق ويحتاج إلى أخذ ضربة واحدة لركلة ضربة واحدة.
رد سبايث على هذا التذبذب رآه يقترب من نقطة الانطلاق في 14 (حيث كان يصنع طائر)، واستنزف 35 قدماً من أجل نسر في 15، وتمشيط الطيور في16 و 17. انتهى سبيث مع الجولة النهائية، الذي كاد أيضا وأصبح ثاني لاعب في التاريخ بعد جاك نيكلاوس للفوز بثلاثة من أربعة ملاعب جولف للرجال قبل عيد ميلاده الرابع والعشرين. 

#### ما تبقى من عام 2017
بعد الانتهاء متعادلًا في الدورة الثالثة عشر من بطولة بريدج ستون الأكاديمية، لعب سبيث النهائى الأهم في العام، نهائى بطولة بى جى آيه. وهو يملك الفرصة ليتوج ببطولة الجراند سلام الأهم في مسيرته، ليصبح بذلك الرجل السادس في التاريخ الذي أتيحت له تلك الفرصة. على أي حال لقد انتهت المباراة بالتعادل، كانت تلك فرصته الوحيدة ليصبح اللاعب الأصغر الذي يكمل بطولات الجراند سلام.
حل سبيث في المركز الثاني في بطولة فيدكس في نسختها الأولى حيث خسر أمام أفضل لاعب جولف في العالم داستين جونسون بعد ركلات الترجيح. كان سبيث متقدم بثلاث ركلات في الجولة النهائى، كما تقدم بخمس ركلات نظيفة بعد جولة الأحد، ولكن على أي حال وصلت المباراة إلى التعادل في جولاتها الأخيرة. ولكن ركلة كسر التعادل سقطت في المياه، ليعطى الأفضلية لجونسون. تساوى الضربات في الجولة السابعة عشر، ذهب بالرجلين إلى النقطة الثانية والسبعين والحفرة الأخيرة. بدأ أن سبيث يملك الأفضلية حيث تأخر في ركلته سبعين قدمًا، بينما جونسون احتاج إلى الركل من مسافة أبعد.

## روابط خارجية
- جوردن سبيث على موقع رابطة لاعبي الغولف المحترفين (الإنجليزية)
- جوردن سبيث على موقع رابطة اليابان للاعبي الغولف المحترفين (الإنجليزية)
- جوردن سبيث على موقع التصنيف العالمي الرسمي للغولف (الإنجليزية)